# Пасечникова, Наталия Владимировна
Наталия Владимировна Пасечникова — украинский врач, доктор медицинских наук (2003), профессор (2005), член-корреспондент НАМН Украины (2012), один из ведущих офтальмологов Украины. Автор 250 научных работ, 5 монографий, 6 методических рекомендаций, 31 патента.

## Научная деятельность
Автор более 250 научных публикаций, в частности 5 монографий и 31 патента. Научные исследования посвящены разработке и применению лазерных методов лечения при сосудистых, дистрофических заболеваниях сетчатки, основанных на изучении селективного воздействия лазерного излучения на различные структуры глазного дна. Создала на Украине школу ретинологов. Под её руководством проводятся работы по созданию биоэквивалента роговицы для оптической кератопластики, разработана и внедрена методика кератоксенотрансплантации для лечебной кератопластики. Изучает взаимодействие высокочастотного электрического тока и тканей глаза. Впервые в мире внедрила метод высокочастотной электросварки биологических тканей в офтальмохирургии, в частности при удалении глазного яблока по поводу злокачественного новообразования, в хирургии по поводу отслойки сетчатки.
С 2004 года возглавляет ГУ «Институт глазных болезней и тканевой терапии им. В. П. Филатова НАМН Украины».
За время своей работы подготовила 9 кандидатов и 5 докторов медицинских наук.
Является экспертом Государственного экспертного центра МЗ Украины и членом специализированной секции по медицине при Комитете по Государственным премиям Украины в отрасли науки и техники.
С 2004 года является главным редактором «Офтальмологического журнала» Архивная копия от 25 сентября 2020 на Wayback Machine (Одесса).

## Членство в профессиональных обществах
Президент Общества офтальмологов Украины. Является членом Королевской коллегии офтальмологов Великобритании, Европейского общества специалистов по сетчатке «EURETINA», Американской ассоциации офтальмологов. 23 мая 2012 г. общим собранием Национальной академии медицинских наук Украины присвоено звание член-корреспондента НАМН Украины.

## Награды
- Заслуженный врач Украины (1998)
- Орден «За заслуги» ІIІ степени (2006)[2]
- Почётная награда Одесского городского головы «Знак почёта» (2006)
- Почётная грамота Верховной Рады Украины[укр.] (2011)
- Юбилейная медаль «20 лет независимости Украины» (2011)[3]
- Орден «За заслуги» ІІ степени (2012)
- Орден «За заслуги» І степени (2017)[4]